# Tetsuya Takahashi
Tetsuya Takahashi (高橋 哲哉 Takahashi Tetsuya) (nacido el 18 de noviembre de 1966 en la Prefectura de Shizuoka, Japón) es el actual líder de la compañía de software Monolith Soft, Inc. En el pasado, Takahashi estuvo trabajando para la compañía Square (ahora Square Enix) en varios juegos como Final Fantasy VI y Chrono Trigger. Es conocido por ser el director de Xenogears (Square), de Xenosaga trabajado en conjunto con Bandai (ahora Bandai Namco), de Xenoblade Chronicles, Xenoblade Chronicles X, Xenoblade Chronicles 2 y Xenoblade Chronicles 3 todos dirigidos por él.
Tetsuya está casado con Soraya Saga, quien también trabajó con él mientras estuvo en Square además de participar en Xenogears, Xenosaga y Soma Bringer.
En septiembre del 2005 fue oficialmente anunciado el  Xenosaga: Episode III que marca el final prematuro de la saga, que estaba inicialmente orientada para abarcar 6 capítulos, pero no fue posbile debido a las bajas ventas que consiguió. El Episode III continua la historia usando a los mismos personajes, con el añadido de varios antagonistas nuevos. Fue lanzado el 6 de julio de 2006.
Xenoblade Chronicles fue anunciado en el E3 de 2009, cuando se presentó un tráiler luciendo el título Monado: Beginning of the World. En Japón el juego fue renombrado Xenoblade en honor a los otros juegos de la saga Xeno y Tetsuya Takahashi, quien "empeñó su alma en este juego y ha trabajado en otros juegos de Monolith Soft como Xenosaga".
Varios episodios de la saga de anime Phantom - Requiem for the Phantom - tienen a Tetsuya Takahashi en sus créditos pero de momento no se conoce si se refiere a la misma persona. Sin embargo, sí que es reconocido que Tetsuya Takahashi y Kōichi Mashimo (el director de dicha serie) han trabajado juntos previamente en Xenogears donde Mashimo dirigió las escenas anime.

## Trabajos
| Título                                         | Plataforma                         | Año lanzamiento | Cargo                                                                   |
| ---------------------------------------------- | ---------------------------------- | --------------- | ----------------------------------------------------------------------- |
| Dragon Slayer: The Legend of Heroes            | Mega Drive, Super Famicom, PC, ... | 1989            | Artista                                                                 |
| Final Fantasy IV                               | SNES, PlayStation, GBA, NDS        | 1991            | Gráficos de batalla                                                     |
| Romancing SaGa                                 | Super Famicom, PlayStation 2       | 1992            | Gráficos de campo                                                       |
| Final Fantasy V                                | Super Famicom, PlayStation, GBA    | 1992            | Gráficos de campo                                                       |
| Secret of Mana                                 | SNES                               | 1993            | Diseñador gráfico de mapas                                              |
| Final Fantasy VI                               | SNES, PlayStation, GBA             | 1994            | Director gráfico                                                        |
| Front Mission                                  | Super Famicom, PlayStation, NDS    | 1995            | Diseñador gráfico                                                       |
| Chrono Trigger                                 | Super Famicom, PlayStation, NDS    | 1995            | Director gráfico                                                        |
| Seiken Densetsu 3                              | Super Famicom                      | 1995            | Gráficos de batalla                                                     |
| Final Fantasy VII                              | PlayStation, Windows, PSN          | 1997            | Arte conceptual                                                         |
| Xenogears                                      | PlayStation, PSN                   | 1998            | Director, Escritor de escenarios                                        |
| Xenosaga Episode I: Der Wille zur Macht        | PlayStation 2                      | 2002            | Director, Escritor de escenarios                                        |
| Xenosaga Episode II: Jenseits von Gut und Böse | PlayStation 2                      | 2004            | Autor original                                                          |
| Xenosaga: Pied Piper                           | Teléfonos móviles                  | 2004            | Guionista                                                               |
| Xenosaga I & II                                | NDS                                | 2006            | Escritor de escenarios                                                  |
| Xenosaga Episode III: Also sprach Zarathustra  | PlayStation 2                      | 2006            | Autor, Coordinador de música, Supervisor de escenarios y Bases de datos |
| Soma Bringer                                   | NDS                                | 2008            | Productor                                                               |
| Xenoblade Chronicles                           | Wii                                | 2010            | Productor, Director, Escritor de escenarios                             |
| Xenoblade Chronicles X                         | WiiU                               | 2015            | Director y Escritor                                                     |
| Xenoblade Chronicles 2                         | Nintendo Switch                    | 2017            | Director Ejecutivo                                                      |
| Xenoblade Chronicles 3                         | Nintendo Switch                    | 2022            |                                                                         |